# Sevier
De Sevier is een 620 kilometer lange rivier in het zuidwesten van de Amerikaanse deelstaat Utah. De rivier ligt in het veel ruimere Grote Bekken, een gebied dat niet afwatert naar de oceaan. De Sevier ontstaat in het westen van Bryce Canyon National Park, waarna de rivier naar het noorden stroomt door een reeks hooggelegen valleien en diepe kloven aan de westelijke zijde van het Sevierplateau. Hierna draait de rivier naar het zuidwesten om uit te monden in Sevier Lake, een endoreïsche zoutmeer in de Sevier Desert. De Sevier Desert vormt een onderdeel van de grotere woestijn van het Grote Bekken. Het water van de Sevier wordt intensief gebruikt voor irrigatie, waardoor Sevier Lake gewoonlijk droog staat.
De naam van de rivier is afgeleid van het Spaanse Rio Severo (gewelddadige rivier). De Sevier is de langste rivier die geheel binnen de grenzen van Utah blijft.
- Library of Congress Control Number: sh85120453
- Nationale Bibliotheek van Israël: 987007534063105171
- Virtual International Authority File: 315526699
- WorldCat: E39PBJj8WVr7jPvPTv7bRxF3Qq